# ジビニルベンゼン
ジビニルベンゼン（英: Divinylbenzene）は、ベンゼン環にビニル基が二つ結合した有機化合物である。DVB、ジエテニルベンゼン、ビニルスチレンとも呼ばれる。組成式はC6H4(CH=CH2)2。スチレンに、二つ目のビニル基が結合したものと捉えることもできる。ビニル基の結合位置により、三種類の位置異性体が存在する。

## 用途
イオン交換樹脂、合成ゴム、ABS樹脂、MBS樹脂、不飽和ポリエステル樹脂などのスチレン系樹脂の架橋剤として用いられる。日本の化審法に基づく2007年度の製造・輸入総量は1,340トンである。

## 異性体
ビニル基の結合位置により、オルト（o-ジビニルベンゼン）・メタ（m-ジビニルベンゼン）・パラ（p-ジビニルベンゼン）の三つの位置異性体が存在する。o-ジビニルベンゼンは合成中にナフタレンに変換しやすいため、市販品は通常m体を主体とした、pとの混合体である。ジエチルベンゼンの脱水素化により製造したものは、これに対応するエチルビニルベンゼンを含む場合がある。
- o-ジビニルベンゼン（1,2-ジビニルベンゼン）- CAS登録番号 91-14-5
- m-ジビニルベンゼン（1,3-ジビニルベンゼン）- CAS登録番号 108-57-6
- p-ジビニルベンゼン（1,4-ジビニルベンゼン）- CAS登録番号 105-06-6

## 安全性
日本の消防法により、危険物第4類・第二石油類に分類される。加熱や光の照射、過酸化物などの重合開始剤との接触により重合反応が起きることがある。76℃以上では、ジビニルベンゼンの蒸気と空気との、爆発性混合気体を生じる。呼吸器や眼に対する刺激性および麻酔性があり、反復曝露により肝臓、腎臓、胸腺に影響が及ぶことがある。水中で分解しにくく、水生生物に対する毒性がある。